# 크리스토퍼 오쉐어

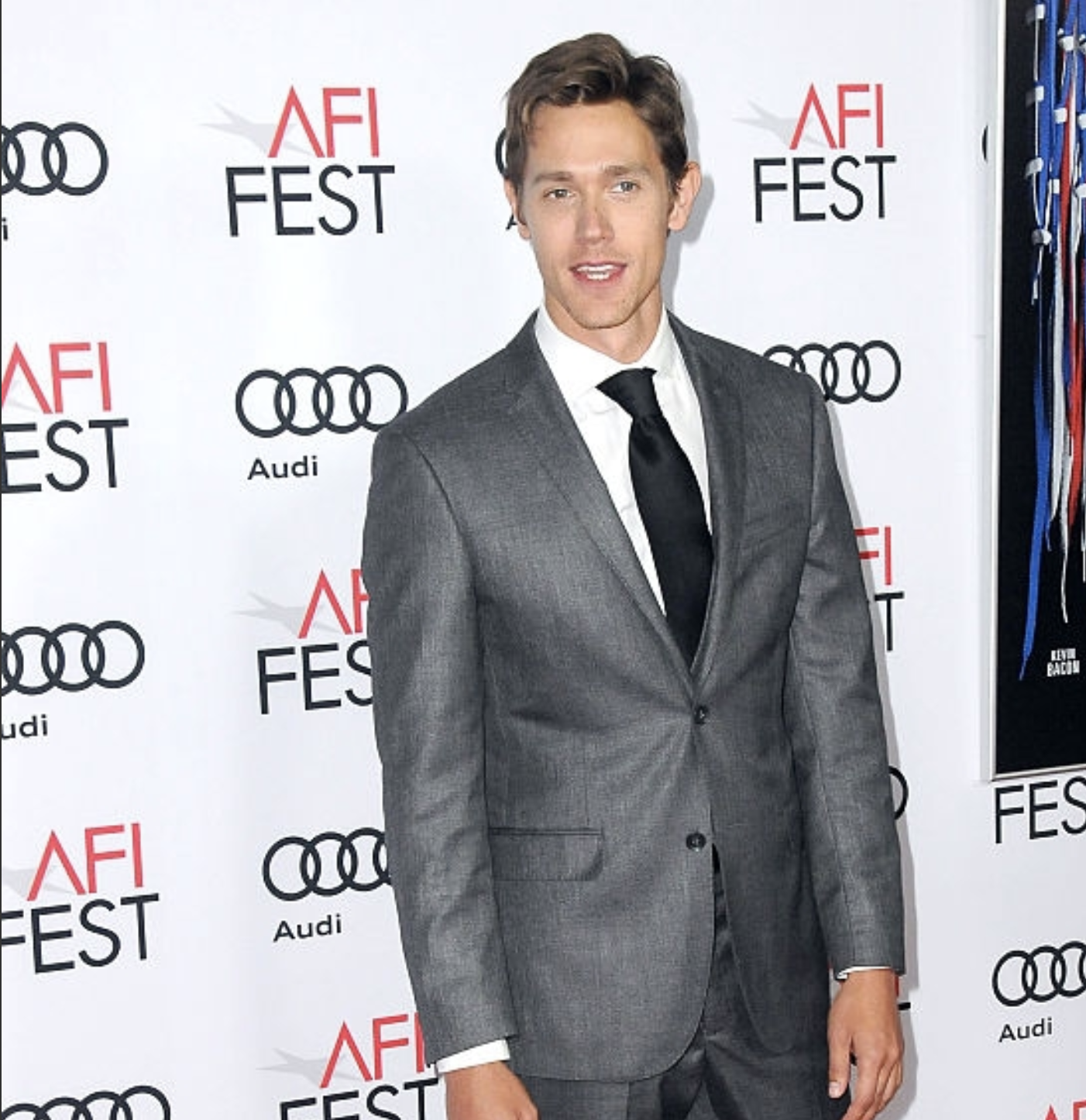

크리스토퍼 오쉐어(Christopher O'Shea, 1992년 10월 1일 ~ )는 미국의 배우, 텔레비전 배우이다.
켄트주에서 태어났다.

## 영화
- 심플 웨딩 (2018년)
- 패트리어트 데이 (2016년) - 패트릭 다운스 역